# Ip Man 2
Pour les articles homonymes, voir Ip Man (homonymie).
Série
Ip Man
(2008) Ip Man 3
(2015)
Pour plus de détails, voir Fiche technique et Distribution.
Ip Man 2, le retour du grand maître est un film hongkongais réalisé par Wilson Yip, sorti en 2010. Il est la suite du film Ip Man, sorti en 2008. Le film, avec Donnie Yen, Sammo Hung et Darren Shahlavi dans les rôles principaux, narre l'histoire du maître de wing chun, Ip Man, qui après avoir ouvert sa propre école à Hong Kong, alors sous domination coloniale britannique, va être confronté à plusieurs difficultés inattendues. En tentant de faire connaître sa discipline, Ip Man doit faire face aux rivalités qui menacent son enseignement.
Le film suit Ip Man qui se réfugie à Hong Kong en 1949. Il y découvre une ville en désordre, où règnent la misère et la violence. À sa grande stupeur, de nombreuses écoles d'arts martiaux sont obligées de payer un tribut à la police anglaise. Révolté par cette situation, et grâce à ses indéniables talents en matière d'arts martiaux, Ip Man décide d'ouvrir sa propre école, basée sur le wing chun. Aussitôt, il est défié par les maîtres des écoles de la ville, qui n'hésitent pas à envoyer leurs élèves provoquer les quelques personnes prêtes à suivre l'enseignement d'Ip Man.

## Synopsis
Dans cette suite, Ip Man souhaite ouvrir une école pour faire connaître le wing chun, il rencontre plusieurs difficultés pour mener à bien son projet, notamment l'absence d'étudiants volontaires, dû à son manque de réputation à Hong Kong. Un jour, un jeune homme du nom de Wong Leung apparaît et défie rapidement Ip Man en combat singulier, ce dernier est facilement vaincu. 
Wong se sent humilié et décide de revenir avec quelques amis pour battre Ip Man, mais le maître gagne. Impressionnés et stupéfaits par ses compétences en wing chun, Wong et ses amis deviennent les premiers élèves de l'école, et inciteront d'autres jeunes à devenir des disciples pour faire prospérer le projet d'Ip Man.  
Plus tard, Wong est arrêté, l'affichage d'affiches promotionnelles pour son école est mal perçu par certains élèves d'Hung Chun-nam. L'un d'entre eux conteste et défie Wong en duel, ce dernier gagne mais est finalement pris en otage par la bande de Cheng Wai-kei, ils demanderont par la suite une rançon à Ip Man. Le maître se rend au lieu de rendez-vous, dans une poissonnerie, mais n'ayant pas d'argent pour payer la rançon demandée, la foule l'attaque, et il parvient à fuir en se frayant un chemin avec son disciple. 
En tentant de prendre la fuite, Ip Man et Wong Leung sont surpris de voir Jin Shanzhao et son clan s'opposer aux étudiants d'Hung. Dans le premier film, Jin était un bandit qui défiait les maîtres d'arts martiaux à Foshan, il respecte Ip Man depuis qu'il a perdu de nombreuses fois contre lui.
Hung Chun-nam, le dirigeant des clubs d'arts martiaux hongkongais, intervient et met fin au litige. 
Ip Man se présente, et Hung lui fait comprendre qu'il doit payer avant d'ouvrir une école, pour ce faire, il doit aussi affronter plusieurs maîtres à une cérémonie spéciale, ce qui permet de connaître la valeur du prétendant. Ip Man, Wong Leung et Jin Shanzhao sont ensuite arrêtés par Fatso pour avoir troublé la paix mais sont libérés sous caution.
Le maître Hung et Fatso, entretiennent des liens financiers avec la police britannique, ils doivent accepter un racket organisé par l'officier corrompu, Wallace. 
Ip Man assiste à la cérémonie et vainc ses premiers adversaires, les concurrents sont réticents devant sa maîtrise du wing chun, Hung décide donc de se battre contre lui, les deux hommes ne réussissent pas à se départager. Ip Man se voit autorisé d'enseigner dans son école, à la seule condition qu'il doit payer des frais mensuels comme tous les autres maîtres, ce qu'il refuse. Hung incite donc ses élèves à harceler ceux qui s'intéressent au wing chun, provoquant une bagarre de rue entre les disciples des deux écoles.
Ip Man est contraint de fermer son école, mais décide de continuer d'enseigner le wing chun dans sa propre maison. Après ces événements, il se rend chez Hung et lui demande des explications quant aux récents conflits qui ont touché son école, le soupçonnant d'en être le responsable, à la suite du refus de le payer pour pouvoir enseigner. 
La rencontre se termine en combat, mais Ip Man évite un accident en protégeant l'enfant du maître Hung, et gagne par la même occasion son respect. Le lendemain, Ip Man est invité à un match de boxe anglaise, cette compétition permet aux différentes écoles d'arts martiaux de faire une démonstration et promouvoir la culture chinoise. Toutefois, le célèbre boxeur, Taylor surnommé "The Twister", un homme arrogant, raciste et brutal, insulte ouvertement et attaque les étudiants. Les maîtres tentent de rétablir l'ordre, Hung exige des excuses de la part du boxeur, mais celui-ci propose un duel et s'excusera si le maître gagne.
Hung Chun-nam est confiant pendant le premier round, grâce à ses nombreuses compétences, lors du deuxième round, il encaisse un coup de poing qui le désoriente gravement. Son asthme le rend faible et le boxeur britannique finit par le battre à mort. Hung refuse d'abandonner et souhaite défendre jusqu'au bout le peuple et la culture chinoise. La nouvelle de sa mort s'apprend rapidement, provoquant la colère des chinois. Twister décide de tenir une conférence de presse, où il affirme que la mort du maître Hung est un accident et l'insulte de lâche, pour ne pas avoir pu résister à ses coups de poing. Le boxeur annonce qu'il va accepter tous les défis venant de la Chine, pour redorer sa mauvaise réputation, mais n'hésite pas à vanter la supériorité de la boxe occidentale sur les boxes chinoises. Ip Man intervient et défie l'homme. Il s'entraîne intensément avant le combat.
Lorsque le match débute, Ip Man semble déstabilisé par un des atouts principaux du boxeur, ses muscles, mais tente de le dominer en étant plus rapide et plus technique que lui. 
Il reçoit un coup de poing illégal de la part de Twister après que la cloche a sonné la fin du deuxième round. Les juges se mettent d'accord pour qu'Ip Man soit disqualifié en cas d'utilisation des coups de pied (notamment grâce au manager de Twister, qui influence les juges). Pendant le match, Ip Man se remémore le combat du maître Hung et son esprit patriotique. Il décide de changer sa stratégie en s'attaquant aux bras du boxeur, pour le neutraliser.

## Fiche technique
- Titre original à Hong Kong : Yip Man 2
- Titre original anglais : Ip Man 2
- Réalisation : Wilson Yip
- Scénario : Edmond Wong, Choi Hiu-Yan, Chan Tai-Li
- Musique : Kenji Kawai
- Photographie : Hang-Sang Poon
- Montage : Ka-Fai Cheung (en)
- Décors : Kenneth Mak
- Costumes : Pik Kwan Lee
- Chorégraphie des combats : Sammo Hung Kam-Bo, Allen Hai-Han Lan
- Production : Raymond Wong, Xin Lee, Xiaofen An
- Sociétés de production : Mandarin Films (Hong Kong) ; Henan Film & TV Production Group Henan Film Studio (Chine)
- Sociétés de distribution : Waylen Group (Canada) ; Mandarin Films Distribution Co. Ltd. (Hong Kong)
- Budget : 12 900 000 $
- Pays d'origine : Hong Kong
- Format : Couleurs - 2,35:1 - Dolby Digital - 35 mm
- Genre : action, biopic
- Durée : 108 minutes
- Dates de sortie : 
  -  Hong Kong : 29 avril 2010
  -  Chine : 29 avril 2010
  -  Canada : 8 juillet 2010
  -  France : 9 août 2011 : DVD et Blu-ray

- Interdit aux moins de 12 ans

## Distribution

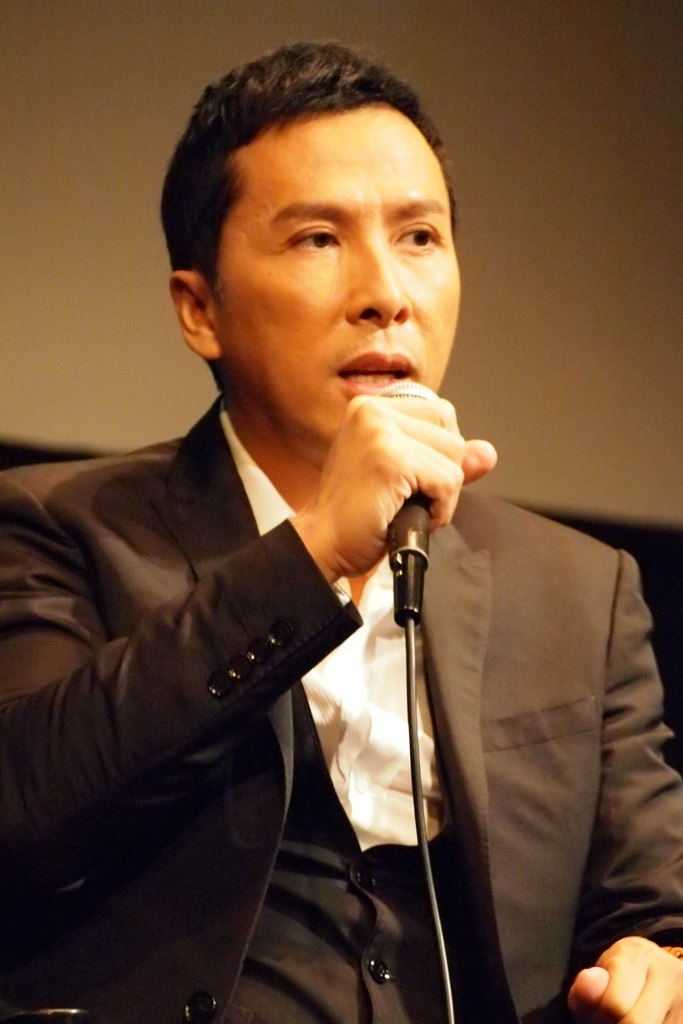
Donnie Yen, interprète de Ip Man.

- Donnie Yen (VF : Alexis Victor) : Ip Man
- Huang Xiaoming (VF : Damien Witecka) : Wong Leung Sheung
- Lynn Hung (VF : Laura Préjean) : Cheung Wing-sing
- Sammo Hung (VF : Bruce Blain) : Hung Chun-nam
- Kent Cheng : Fatso
- Dennis To (VF : Axel Kiener) : Cheng Wai-kei
- Pierre Ngo (VF : Taric Mehani) : Leung Kan
- Darren Shahlavi (VF : Jean-Pierre Michael) : Taylor "The Twister" Milos
- Charles Mayer (VF : Benoît DuPac) : Wallace
- Calvin Cheng : Chow Kwong-yiu
- Lo Mang : Maître Law
- Fung Hak-on : Maître Cheng
- Fan Siu-wong (VF : Boris Rehlinger) : Jin Shanzhao
- Simon Yam : Chow Ching-chuen
- Li Chak : Ip Chun
- Jiang Daiyan : Bruce Lee
- Shi Xiaolong : Tsui Sai-cheung
- Lam Hak-ming : Maître Lam
- Brian Thomas Burrell : Emcee
- Lu Meifang : Femme de Hung Chun-nam

## Production

### Genèse
Ip Man 2 est le deuxième long-métrage qui se base sur la vie de Yip Man, et la suite du film Ip Man sorti en 2008. C'est la cinquième collaboration entre le réalisateur du film Wilson Yip et l'acteur Donnie Yen.
Le film a été produit par Raymond Wong et distribué en salles à sa sortie par sa société, Mandarin Films, à Hong Kong. Il marque aussi la dernière production de Wong en collaboration avec Mandarin Films, qu'il a fondée en 1991. Son fils, Edmond Wong, a participé à l'écriture du scénario. L'acteur Sammo Hung a une fois de plus pris en charge la chorégraphie des arts martiaux et Kenji Kawai est toujours le compositeur de la musique pour cette suite.
Raymond Wong avait déjà annoncé une suite avant que le premier Ip Man ne soit diffusé en salles en décembre 2008. Cette suite était destinée à mettre l'accent sur les relations entre Yip Man et son plus célèbre disciple, Bruce Lee. En mars 2009, Wong explique finalement qu'il ne sera pas possible de faire apparaître Lee, à cause de négociations échouées avec ses descendants, il n'obtient pas les droits nécessaires. En juillet 2009, il est annoncé que le jeune Bruce Lee fera une apparition, avant qu'il ne devienne un disciple mondialement connu Finalement, cette suite se concentre principalement sur l'histoire d'Yip Man, de sa vie à Hong Kong alors qu'il tente de faire connaître le wing chun,.

### Attribution des rôles
Plusieurs acteurs reprennent leurs rôles respectifs dans cette suite. Donnie Yen rejoue le rôle d'Ip Man ; Lynn Hung reprend le rôle de sa femme, qui est enceinte de leur deuxième enfant ; Fan Siu-wong est toujours Jin Shanzhao, qui était un rival agressif d'Ip Man dans le premier film mais tente de devenir un citoyen ordinaire en se retirant du monde des arts martiaux et se lie d'amitié avec le maître en wing chun. Simon Yam, autrefois un industriel et un ami d'Ip Man, devient un mendiant qui a perdu la mémoire. Li Chak reprend le rôle d'Ip Chun. 
Sammo Hung a été annoncé au casting en avril 2009, il prend en charge la chorégraphie des combats du film et joue aussi un maître du Hung-gar, un art martial originaire du sud de la Chine. En août 2009, il a été annoncé que l'acteur Huang Xiaoming jouerait un personnage de soutien basé sur Wong Shun Leung, qui fut l'un des disciples d'Ip Man et responsable de l’encadrement de Bruce Lee. L'ancien enfant star Ashton Chen était également annoncé pour jouer un disciple d'Ip Man. L'acteur Kent Cheng a aussi un second rôle dans le film. Dennis To n'avait qu'un second rôle dans le premier film mais apparaît différemment dans cette suite, sous le nom de Cheng Wai-kei.